# Festa della Repubblica Italiana
A Festa della Repubblica Italiana é o feriado nacional da Itália celebrado todo ano em 2 de junho.
O dia comemora o referendo institucional realizado em forma de sufrágio universal em 1946, no qual o povo italiano foi chamado às urnas para decidir a forma de governo do país, após a Segunda Guerra Mundial e a queda do Fascismo. Com 12 717 923 votos para república e 10 719 284 votos para monarquia, o resultado significou a proclamação da República e o exílio forçado dos homens descendentes da Casa de Saboia.

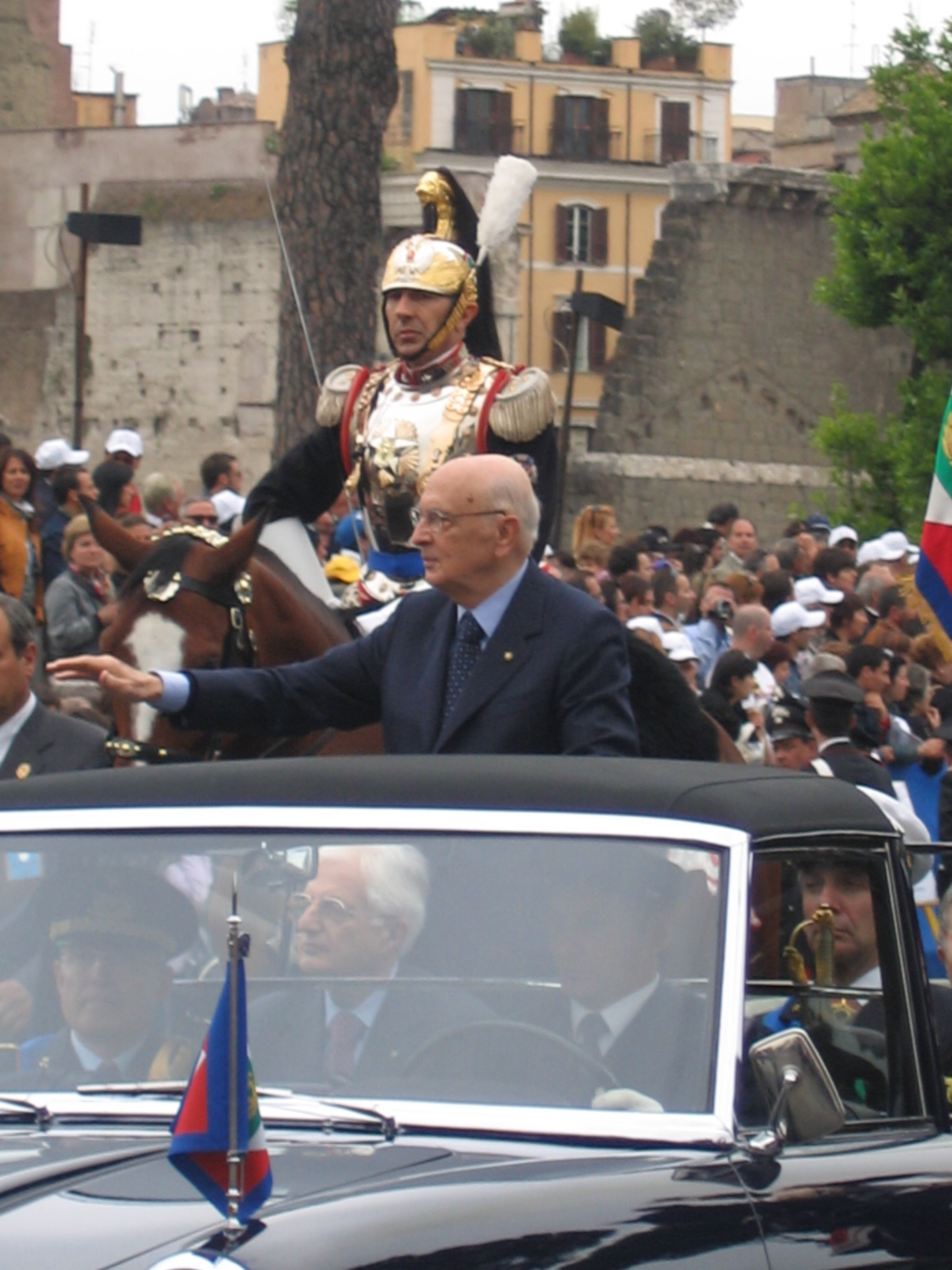
O então presidente da Itália Giorgio Napolitano no carro presidencial Lancia Flaminia, na parada de 2006.

Na comemoração, uma grande parada militar é realizada no centro de Roma, presidida pelo presidente da República Italiana em seu posto de Supremo Comandante das Forças Armadas. O primeiro-ministro, formalmente conhecido como presidente do Conselho de Ministros, e outros alto oficiais também participam do evento. Mesmo o evento principal sendo realizado em Roma, muitas cidades Italianas celebram o dia também.
Antes da fundação da República, o feriado nacional Italiano era o primeiro domingo de junho, aniversário do Estatuto Albertino, que foi a constituição do Reino Unido da Itália. Até 1977, essa era a data das celebrações pela fundação da república em 1948. A data de 2 de junho tornou-se oficial no ano de 2000.

## A parada
No ano de 1948, na Via do Fórum Imperial foi concluída a primeira parada em honra a nova República Italiana. No ano seguinte, com a entrada da Itália no Organização do Tratado do Atlântico Norte (OTAN/NATO), dez paradas foram realizadas simultaneamente pelo país e em 1950 a parada apareceu pela primeira vez no protocolo de celebrações oficiais. A cerimônia prevê a colocação de uma coroa de flores sobre o Túmulo do Soldado Desconhecido no Vittoriano, antes do presidente da Itália conferir as formações da parada. A cerimônia continua durante a tarde com a abertura dos jardins do Palácio do Quirinal, sede da Presidência da República, e com performances musicais da banda conjunta do Exército Italiano, Marinha Italiana, Força Aérea Italiana, Arma dos Carabineiros, Polícia do Estado, Guarda de Finanças, Corpo da Polícia Penitenciária, Corpo de Bombeiros do Estado e do Corpo Florestal do Estado, juntos com a banda da cidade de Roma. A parada em si já foi cancelada três vezes (em 1963, 1976 e 1992, de última hora).
A parada começa no Esquadrão Corazzieri dos Carabineiros chega (montados ou desmontados)  na arquibancada Presidencial na Via dei Fori Imperiali com o Presidente da Itália, e as honras são prestadas pela Banda do Exército Italiano ou pela banda montada do Regimento de Cavalaria dos Carabineiros, tocando a primeira estrofe do hino nacional da itália, depois do qual o esquadrão parte. 
A parada se inicia quando a Banda Central dos Carabineiros inicia a "La Fedelissima", sua marcha oficial, liderando com o comandante da parada, sua equipe e escolta, seguidos pelas Cores Nacionais das Forças Armadas da Itália, bandeiras das regiões da Itália e associações de veteranos. Seguem-os companhias de unidades das Forças Armadas da Itália, bandas militares e membros da Cruz Vermelha, Polícia do Estado, Corpo de Polícia Penitenciária, Corpo de Bombeiros do Estado e Corpo Florestal do Estado, e, no fim, Polícia da Cidade de Roma e o contingente dos Bersaglieri, com sua cadência de corrida. Em 2015 houve as primeiras aparições na parada de empregados do governo e do Serviço Nacional de Defesa Civil.
A parada termina com um sobrevoo das Frecce Tricolori, o grupo de exibição de acrobacias da Força Aérea Italiana, criando as cores da Bandeira Italiana no céu.